# Dark Angel (film)
Pour les articles homonymes, voir Dark Angel.
Pour plus de détails, voir Fiche technique et Distribution.
Dark Angel est un film de science-fiction américain réalisé par Craig R. Baxley, sorti en 1990.
Le titre de la sortie Dark Angel est international. Au moment du relancement en Amérique du Nord, il a été modifié par I Come In Peace (« Je suis venu en paix », la phrase de l'extraterrestre) en raison des deux films The Dark Angel (1925 et 1935), ce qu'avait expliqué, dans une interview au magazine britannique Impact en 1993, le producteur exécutif Mark Damon qui aurait préféré le titre original.

## Synopsis
Un extraterrestre (Matthias Hues) débarque sur Terre à la recherche d'une substance que l'on peut considérer comme étant une drogue, qu'il puise chez les humains en leur lançant une sorte de câble avec au bout une seringue avec laquelle il récupère le liquide. Il est poursuivi par un policier extraterrestre (Jay Bilas) et par un policier violent (Dolph Lundgren) à qui on donne un équipier (Brian Benben). Tous trois se mettent à la recherche du criminel.

## Fiche technique
Sauf indication contraire, les informations mentionnées dans cette section peuvent être confirmées par la base de données cinématographiques IMDb,  présente dans la section « Liens externes ».
- Titre original et français : Dark Angel
- Titre américain : I Come In Peace (retitrage)
- Réalisation : Craig R. Baxley
- Scénario : Jonathan Tydor et David Koepp (sous le pseudonyme de Leonard Maas Jr)
- Photographie : Mark Irwin
- Montage : Mark Helfrich
- Musique : Jan Hammer
- Production : Jeff Young
- Société de production : Vision PDG
- Sociétés de distribution : Triumph Releasing Corporation (États-Unis) ; UGC (France), Motion Picture Group (Belgique)
- Budget : entre 5 et 7 millions de $[1],[2],[3]
- Pays d’origine :  États-Unis
- Langue originale : anglais
- Format : couleur - Stéréo - 35 mm  - 1.85:1
- Genre : science-fiction policier
- Durée : 91 minutes
- Dates de sortie :
  - Corée du Sud : 26 janvier 1990 (avant-première mondiale)
  - France : 13 juin 1990
  - Belgique : 18 juillet 1990
  - États-Unis : 28 septembre 1990
- Classification : 
  - France : tous publics (Mention CNC)

## Distribution
- Dolph Lundgren (VF : Michel Vigné) : le détective Jack Caine
- Brian Benben (VF : Hubert Drac) : le détective Arwood « Larry » Smith
- Betsy Brantley : Diane Pallone
- Matthias Hues (VF : Pascal Renwick) : Talec
- Jim Haynie (VF : Serge Bourrier) : le capitaine Malone
- David Ackroyd (VF : Daniel Gall) : l'inspecteur Switzer
- Jay Bilas : Azeck
- Sam Anderson : Warren
- Mark Lowenthal (VF : Jean-Pierre Leroux) : Bruce
- Sherman Howard : Victor Manning
- Michael J. Pollard (VF : Albert Augier) : Boner
- Alex Morris : le détective Ray Turner

## Autour du film
- Le tournage s'est déroulé de janvier à avril 1989 à Houston, au Texas.
- L'arme extraterrestre est une version modifiée du pistolet Calico M950.
- Après le film Punisher, Dolph Lundgren, acteur blond, avait teint ses cheveux en noir pour faire Punisher et a gardé ses cheveux noirs pour incarner Jack Caine[réf. nécessaire].

## Musique
- Maggy, interprété par XYZ
- Thumbs Up, interprété par Bardeux (en)
- Ugly, interprété par The U-Krew (en)
- Touch Me Tonight, interprété par Shooting Star

## Suite
Le 18 mars 2016, le site Joblo.com informe que l'acteur Matthias Hues annonce qu'une séquelle serait en préparation et qu'il reprendra son rôle de chasseur de l'espace.

## DVD
- Le film est sorti en DVD Keep Case le 1er mars 2005 chez MGM/United Artists et distribué par Fox Pathé Europa. Le ratio est en 1.85:1 panoramique 16/9 en version française, anglaise, allemande et espagnole en 2.0 mono. Les sous-titres présents sont en français, anglais, allemand, espagnol et norvégien. Pas de bonus vidéo présent[5].
- Le film ressort en Blu-ray + DVD en Avril 2022 chez MDC Films dans une édition élégante avec plein de suppléments dont une interview inédite de Dolph Lundgren.